# Styringomyia ceylonica
Styringomyia ceylonica is een tweevleugelige uit de familie steltmuggen (Limoniidae). De soort komt voor in het Oriëntaals en Australaziatisch gebied.